# Roy Porter (jazzmusicus)
Roy Lee Porter (Walsenburg, 30 juli 1923 - Los Angeles, 24 januari 1998) was een Amerikaanse jazz-drummer.
Porter groeide op in Colorado Springs. Als tiener speelde hij in verschillende rhythm & blues-groepjes. Hij speelde daarna bij Milt Larkin (1943), Teddy Bunn's Spirits of Rhythm (1944) en het kwintet van pianist Howard McGhee. In maart en juli 1946 drumde hij in Hollywood bij plaatopnames van saxofonist Charlie Parker (onder meer "Ornithology", "A Night in Tunesia" en, met Parker in een slechte conditie,  "Lover Man"). In 1948 had hij een eigen experimentele bigband die bop speelde. In de groep speelden onder meer Eric Dolphy, Chet Baker, Art Farmer, Herb Geller en Jimmy Knepper. De band maakte begin 1949 opnames voor Savoy en een klein label, Knockout. De hoge kosten van zo'n groep deden de bigband al snel de das om. In de lente van dat jaar drumde hij tijdens opnames van Charles Mingus' bebop-band. Daarna werkte hij in San Francisco met Hampton Hawes en Sonny Criss. In de jaren vijftig was hij door drugsproblemen grotendeels verloren voor de jazz. Hij was actief met Earl Bostic, Louis Jordan en de band van Pérez Prado en in de jaren zestig was hij sessiemuzikant. In 1971 en 1975 nam hij twee jazzfunk-platen op, die collector's items werden, maar inmiddels op cd zijn heruitgegeven. In 1978 trok hij zich om gezondheidsredenen terug uit de muziek. In 1991 verscheen een autobiografie.

## Discografie
- Jessica, P-Vine Records, 1971
- Inner Feelings, P-Vine Records, 1975